# 포켓 게이머
포켓 게이머(Pocket Gamer)는 모바일, 휴대용 및 휴대용 게임에 중점을 둔 비디오 게임 웹사이트이다. 이 사이트는 2005년에 시작되었으며 영국 회사인 스틸 미디어(Steel Media Ltd)가 게시하고 소유하고 있다. 이 사이트는 아이폰, 아이팟, 아이패드, 맥북, 포켓몬 고 플러스 워치(Pokémon go plus watch) 등을 포함한 모든 주요 휴대용 및 모바일 게임 형식을 다룬다. 그리고 아이폰, 아이팟 터치, 아이패드, 안드로이드, 닌텐도 스위치 등을 포함한다. 아이폰 게임 시장을 다룬 최초의 회사 중 하나였다. 간행물은 또한 휴대용 게임을 여러 범주에서 인정하기 위해 상을 수여한다. 한때 영국 신문 더 가디언은 포켓 게이머의 추천 모바일 게임 목록, 특히 매월 추천 게임 목록을 신디케이트한 적이 있다. 출시 이후 몇 년 동안 스틸 미디어는 업계를 대면하는 PocketGamer.biz 사이트와 포켓 게이머 커넥츠(Pocket Gamer Connects)라는 일련의 컨퍼런스를 포함하여 많은 브랜드 분사를 만들었다.
이 사이트의 출판사 스틸 미디어는 2019년 인튜지에스트 게이밍(Enthusiast Gaming)에 인수되었다.